# د بیست این د ایست
دِ بیست این دِ ایست (به انگلیسی: The Beast in the East) یک رویداد زنده (Live Event) در کشتی حرفه‌ای است که توسط کمپانی دبلیودبلیوئی و برای هر دو برند راو و اسمک‌داون و ان اکس تی تهیه می‌شود و در ‌۴ جولای ۲۰۱۵ در سالن ریوگوکو کوکوگیکان شهر توکیو، در کشور ژاپن برگزار شد.
هفت مسابقه در این رویداد برگزار شد که دو مسابقه از آن در پری شو بود. 
در مین اونت، در یک مسابقه تگ تیم، جان سینا و دولف زیگلر توانستند کین و کینگ برت را شکست دهند.
در مسابقات دیگر، کریس جریکو اولین مسابقه تلویزیونی خود را پس از شب قهرمانان ‌‌۲۰۱۴ انجام داد و نویل را شکست داد. فین بلر (در شخصیت "دیمن" خود) کوین اونز را برد و قهرمان کمربند ان اکس تی شد . همچنین براک لزنر به راحتی توانست کوفی کینگستون را شکست دهد. 

## زمینه سازی
د بیست این د ایست شامل مسابقاتی بین دشمنی‌های موجود، ماجراهای پیش آمده و استوری‌هایی خواهد بود که پیش از این در برنامه‌های را و اسمَک‌دَون پخش شده بود. کشتی‌گیرها با توجه به مسابقات یا سری اتفاقاتی که برایشان رخ می‌دهد و تنش را به حداکثر می‌رساند، نقش منفی یا قهرمان به خود می‌گیرند و در این رویداد به مسابقه و رقابت می‌پردازند.

## نتایج
| #                                                     | نتایج                                                                          | نوع مسابقه                                             | مدت زمان |
| ----------------------------------------------------- | ------------------------------------------------------------------------------ | ------------------------------------------------------ | -------- |
| ۱                                                     | سزارو پیروز در مقابل دیگو با تسلیم فنی                                         | مسابقه تک نفره                                         | ۸:۱۳     |
| ۲                                                     | لوچا دراگونز (کالیستو و سین کارا) پیروز در مقابل د نیودی (بیگ ای و زیویر وودز) | مسابقه تگ تیم                                          | ۶:۳۱     |
| ۳                                                     | کریس جریکو پیروز در مقابل نویل با تسلیم فنی                                    | مسابقه تک نفره                                         | ۱۶:۲۰    |
| ۴                                                     | نیکی بلا پیروز در مقابل تامینا اسنوکا و پیج                                    | مسابقه تریپل ترت برای قهرمانی کمربند زنان دبلیودبلیوئی | ۷:۰۳     |
| ۵                                                     | براک لزنر پیروز در مقابل کوفی کینگستون                                         | مسابقه تک نفره                                         | ۲:۳۶     |
| ۶                                                     | فین بلر پیروز در مقابل کوین اونز                                               | مسابقه تک نفره برای قهرمانی کمربند ان اکس تی           | ۱۹:۲۵    |
| ۷                                                     | دولف زیگلر و جان سینا پیروز در مقابل کین و کینگ برت                            | مسابقه تگ تیم                                          | ۲۳:۵۰    |
| - (c) – نشان‌دهنده قهرمان(هایی) است که به میدان می‌روند |                                                                                |                                                        |          |